# Venceslaus Ulricus Hammershaimb

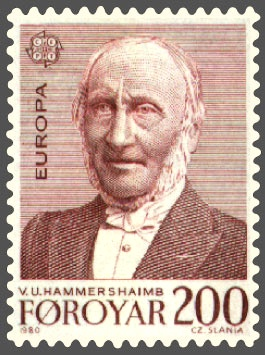
V.U. Hammershaimb på frimärke.

Venceslaus Ulricus Hammershaimb, född 25 mars 1819 i Sandavágur, död 8 april 1909, var en färöisk präst samt språk- och folkminnesforskare. Han är ofta omnämnd som V. U. Hammershaimb, och även som Venzel Hammershaimb.
Hammershaimb lade grunden för den färöiska ortografin och det inhemska skriftspråket, vilket var en avgörande insats för utvecklingen av den färöiska litteraturen, år 1854.
Hammershaimb var även luthersk präst.
Till hans minne finns hans bild på den gamla färöiska versionen av den danska valutan.

## Biografi
Venzel Hammershaimb föddes 25 mars 1819 på gården Steig (á Steig i Sandavági) på Vágoy, en av Färöarna. Föräldrarna var lagman Jørgen Frants Hammershaimb och Armgard Marie (Armgarð Maria), född Egholm. 
I oktober 1831 sändes Hammershaimb för utbildning till Köpenhamn, (dit han dock ankom först i februari 1832 efter att ha stannat över vintern i Norge), och skrevs in vid universitetet 1839. Redan 1841 hade han avlagt ett kortare besök i barndomshemmet, och efter att ha avlagt teologie kandidatexamen 1847 lämnade han Köpenhamn, och reste samma vår till Färöarna för att insamla visor, sägner och andra folkminnen samt studera språket i dess olika dialekter. Denna resa varade ett år; och sommaren 1853 tillkom en ny, där han mest ägnade sig åt språkliga specialundersökningar av uttal och dylikt. 1855 äktade han Elisabeth Christiane Augusta Gad (f. i Torshamn 1829, dotter till prästen C. Pram Gad). Samma år utnämndes han till sockenpräst för Nord-Streymoy, som han 1862 utbytte mot Eysturoy. Från 1866 till sin avresa från Färöarna var Hammershaimb kungligt utsedd medlem av Lagtinget, och från 1867 provst (ungefär domprost) för Färöarna. År 1878 flyttade han till Lyderslev och Frøslev på Själland, där han också tjänstgjorde som präst. År 1897 flyttade han med sin hustru till Köpenhamn, där de bodde på Ryesgade 110. Venzel Hammershaimb dog den 8 april 1909, och lämnade i arv till det färöiska folket dess skriftspråk.
Hammershaimb stod i brevkontakt med sin kollega och vän N.F.S. Grundtvig, och samarbetade särskilt med dennes son Svend Grundtvig, som blev en av de mest berömda danska färöforskarna.

## Lingvistiskt arbete
Hammershaimb härstammade från en år 1674 fördriven schlesisk protestant Wenceslaus Franciscus de Hammershaimb, men hans förfäder i tre släktled hade innehaft ämbeten på Färöarna och gift in sig i färöiska släkter, och blivit helt nationaliserade. Det färöiska språket var därför hans modersmål, och han visade från ungdomen ett levande intresse för öarnas språk - en mellan isländska och de norska allmogemålen liggande munart - och kultur. Det sistnämnda har särskilt visat sig i en rik, muntligt traderad folkvisediktning, som hämtar sina ämnen dels från den gamla nordiska hjältediktningen, dels från sagoberättelserna, dels från norska eller danska ballader. Däremot fanns det ingen litteratur skriven på folkspråket. Visserligen fanns redan i slutet av 1700-talet ett ansenligt antal kvad tillgängliga, och sedan början av 1800-talet en enda tryckt samling; en ansats till att använda det färöiska språket i tryck hade gjorts; men först med Hammershaimb fastslogs en ortografi, bearbetades språket grammatiskt, och påbörjades ett planmässigt utgivande av kvad, sägner, m. m.. Därmed kan en färöisk litteratur sägas vara grundlagd.
Hammershaimb hade mer än de tidigare samlarna och utgivarna kunskap om det isländska språket, vilket öppnade hans ögon för färöiskans nära samband med fornnordiska, och etymologiskt gav honom nyckeln till språkets ordförråd. För att värna om språkets renhet och väcka känslan för denna släktskap, och för att skapa en enhet, som öarnas olika dialekter kunde ingå i, bestämde Hammershaimb sig för en etymologiserande ortografi. Denna fastställdes slutgiltigt när han utarbetade språkläran (Færøisk Sproglære, tryckt i Annaler for Nordisk Oldkyndighed og Historie 1854, senare i omarbetat skick medtagen i inledningen till Færøsk Anthologi, 1891), och blev sedan använd i nästan alla arbeten angående färöiskt språk. Medan den för främlingar med någon kännedom om isländska gör det särdeles lätt att finna sig till rätta i en tryckt färöisk text, döljer den kraftigt uttalet med dess många egendomligheter. 
Efter återkomsten från sin resa till Färöarna 1847-48 inledde Hammershaimb publicerandet av sina rikhaltiga samlingar med en del färöiska folksånger, sägner, och beskrivningar av seder och lekar m. m.. Det mesta av detta är visserligen medtaget i hans senare publikationer (dock delvis i annan form), men man kan här finna danska översättningar och upplysningar av olika slag. En större samling visor medtogs i hans för Nordisk Litteratursamfund 1851-1855 utgivna Færøiske Kvæder, I (Sjúrðar kvæði) och II, där texternas innehåll återges på danska. 
Det viktigaste arbete som utgivits i Hammershaimbs namn är Færøsk Anthologi (utgiven för Samfundet til Udgivelse af gammel nordisk Litteratur, 1886-1891), I (texter samt historisk och grammatisk inledning) och II (ordlista och register). Till texten, som huvudsakligen innehåller ett urval av kvad och sägner, har Hammershaimb skrivit en samling Folkelivsbilleder på färöiskt språk, som ger en livlig och tilltalande skildring av befolkningens levnadssätt. Ordlistan, som omfattar både de tidigare utgivna Færøiske Kvæder och Færøsk Anthologi; och som utarbetades av Hammershaimbs medhjälpare färingen Fil. Dr. Jakob Jakobsen från handskrivna ordlistor, har utvidgats genom att varje enskilt ords uttal också återgivits fonetiskt. Dock utgjorde samtliga dittills utgivna kvad snarare exempel, antingen på sammanhängande texter eller på vad några enstaka av de talrika nedskrifterna kunde bjuda på, än som en uttömmande eller källkritisk utgåva av det digra materialet.
Hammershaimb intresserade sig också för färöiskans ställning i det färöiska skolväsendet.

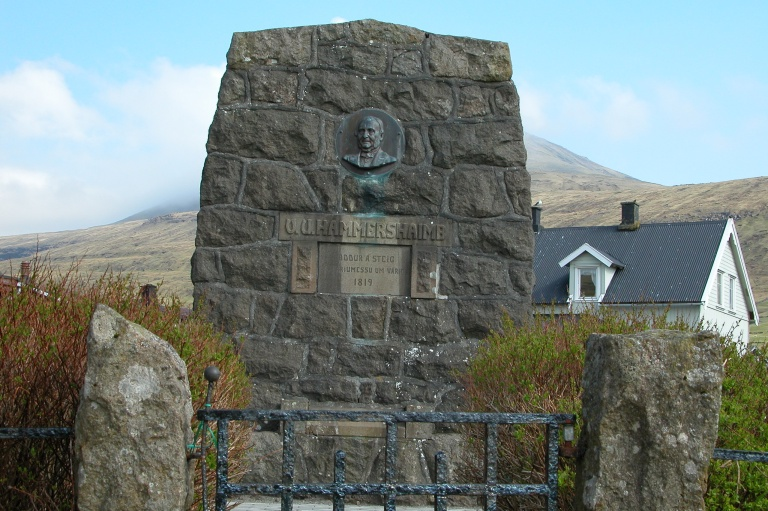
Minnessten för Hammershaimb i Sandavágur.

## Hammershaimb om sig själv och sitt arbete
Fra mine ungdomsår har der boet i mig en levende attrå efter at frede om og redde fra tilintetgörelse de oldtids- og fortidsminder, som i sprog, folkeviser og sagn endnu leve i folkemunde på Færøerne, så vel som også at göre dem bekendte i videre kredse, hvor jeg har haft den glæde at se mine meddelelser modtagne med velvilje.
(Fortale i Anthologien 1891, side I)
Jeg indså at valgte man en enkelt dialekts lydbetegnelse, vilde det være en uret mod de andre dialekters måske ligeberettigede krav for deres ejendommelige lydforhold, og gik man en anden vej til at danne et sådant skriftsprog, ved enten at vælge en etymologisierende retskrivning men tilnærmelse til den gamle, dér forglemte, eller en væsentlig fonetisk med udvalg af det i de forskellige dialekter, som forekom at være det rigtigste for et færøsk normalskriftsprog, da vilde der i begge tilfælde kunne rejses de samme indvendinger som mod forsøget på at danne et landsmål i Norge, at det var kunstigt og doktrinært. [...] Jeg valgte den etymologiserende skrivemåde, da den forkom mig at frembyde de störste fordele for sproget, dersom det skulde have nogen fremtid for sig: ikke blot at meddelelser på færøsk herved blev lettere at læse for fremmede og tækkeligere at udseende, men også at Færingerne herved kom nærmere til de nærbeslægtede sprog: islandsk og dansk, fik lettere ved at tilegne sig det fælles i disse i stedet for at isolere sig ved at lade deres på forskellig måde forvanskede udtale give sig udtryk i skriftsproget.
(Det færøske sprog i Anthologien 1891, sida LV)
...jeg er under mit ophold der oppe oftere bleven andmodet om lån af en eller anden islandsk saga, som kunde afgive stof til at digte et kvæde ud af, og det er sket - ikke sjælden smukt og godt i den gamle stil, se f.eks. kvædet Ormurin langi.
(Åndslivet i Anthologien 1891, sida XLVII)

## Verk
- 1847–1848: Meddelelser fra en rejse på Færøerne
- 1851: Færøske kvæder I, Köpenhamn  (Sjúrðar Kvæði) læs mere...
- 1855: Færøske Kvæder II, Köpenhamn
  - 2:a utgåvan, Torshamn 1969
- 1884: Føroyingasøga. Torshamn - 137 s. 
  - ytterligare utgåvor 1919 och 1951
- 1891: Færøsk Anthologi I. Tekst samt historisk og grammatisk Indledning, Köpenhamn 
  - 3:e utgåvan, Torshamn 1991 - 576 s.
- 1891: Færøsk Anthologi II. Ordsammling og Register (udarbejdede af Jakob Jakobsen), Köpenhamn 
  - 3:e utgåvan, Torshamn 1991 - 467 s.
- 1990: Havfrúgv ; Nykur. Torshamn: Føroya skúlabókagrunnur - 22 s. (skolbok)

## Utmärkelser
- Riddare av Dannebrogorden,  1874[6]
- Dannebrogsmännens hederstecken,  1897[6]

[Redigera Wikidata]